# سالموتوکسین
سالموتوکسین (به انگلیسی: Psalmotoxin) با فرمول شیمیایی کربن۲۰۰هیدروژن۳۱۲نیتروژن۶۲اکسیژن۵۷سولفات۶ یک ترکیب شیمیایی است. که جرم مولی آن ۳۴۲٫۴۴ g/mol می‌باشد. 